# Jean Hellot
Jean Hellot (* 20. November 1685 in Paris; † 15. Februar 1766 ebenda) war ein französischer Chemiker. Er war ein Pionier in der französischen industriellen Chemie.
Hellot wollte ursprünglich Geistlicher werden, wandte sich dann aber der Chemie zu und studierte bei Étienne François Geoffroy in Paris. 1718 bis 1732 gab er die Gazette de France heraus. Nach einer Studienreise in England wurde er 1740 Generalinspektor der französischen Färbereien. Ab 1751 war er Berater der Porzellanfabrik von Sèvres.
Er verfasste ein Lehrbuch über Färberei und die Chemie von Farbstoffen, das zu seiner Zeit ein Standardwerk war. Hellot befasste sich aber auch mit vielen anderen Bereichen der chemischen Industrie (Erzeugung von Schwefelsäure, Erzeugung von Phosphor aus Harnstoff, nachdem er 1737 in einer Veröffentlichung das Verfahren von Hennig Brand bekannt machte, Glaubersalz, Metallurgie).
1735 entdeckte er Natriumphosphat. Er entdeckte, dass gebrannte Tonerde von Säuren nicht angegriffen wird und dass Zink in Schwefelsäure ein  farbloses Vitriol (Zinksulfat) bildet, das beim Erhitzen ein weißes Pulver ergibt. Er untersuchte Zinkverbindungen und Diethylether.
Er erfand unsichtbare Tinten auf Basis von Cobalt- und Silbersalzen.
Er war Mitglied der Académie des sciences in Paris. 1740 wurde er Fellow der Royal Society.

## Schriften
- L’art de la teinture des laines et des étoffes de laine en grand et petit teint. Avec instructions sur les debonilles, 1750.